# Університетська клініка Агостіно Джемеллі
41°55′49″ пн. ш. 12°25′47″ сх. д. / 41.93027778° пн. ш. 12.42972222° сх. д.
Університетська клініка Агостіно Джемеллі (італ. Policlinico Universitario Agostino Gemelli) — велика лікарня, що знаходиться в Римі, навчальна клініка медичного факультету Католицького університету Святого Серця, найбільшого в Італії приватного університету. Названа по імені засновника університету, францисканця о. Агостіно Джемеллі (1878-1959, за світською спеціальністю лікаря і психолога).
Відкрита в липні 1964 року. З 1575 ліжками, це друга за величиною лікарня в Італії, найбільша лікарня в Римі і одна з найбільших приватних лікарень в Європі.  

## Організаційна модель та діяльність
Клініка приймає пацієнтів як на платній, так і на безоплатній (в рамках італійської національної системи охорони здоров'я). При ній є науково-дослідницькі потужності та гуртожитки для студентів, які проходять навчання за спеціальностями «медицина і хірургія», «фізіотерапія» та ін.

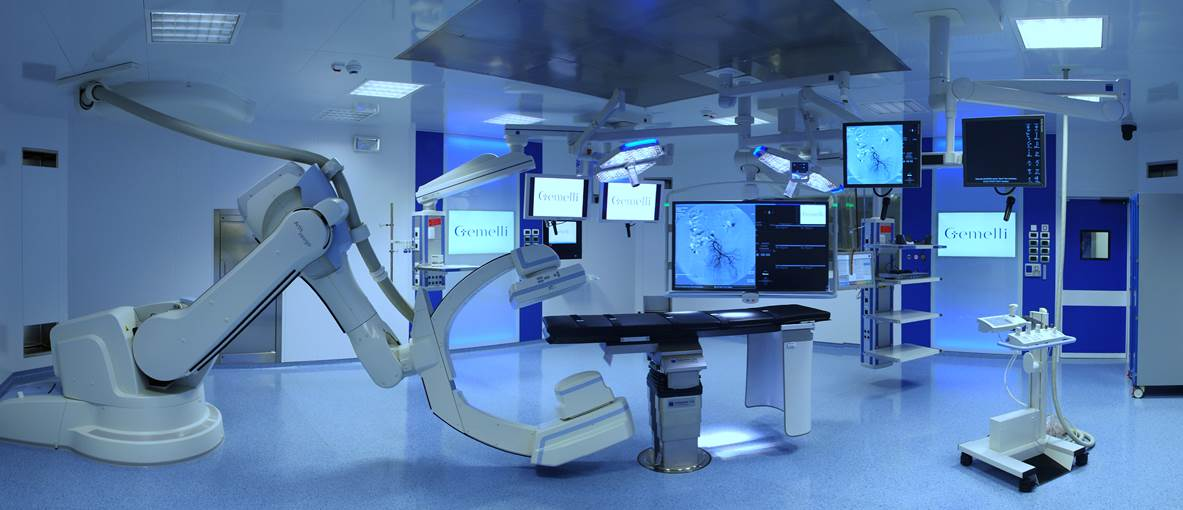
Гібридна операційна

У клініці є гібридна операційна.

## Відомі пацієнти
Клініка Джемеллі здобула широку популярність у понтифікат Іоанна Павла II, який був доставлений туди для проведення термінової операції після спроби замаху на його життя у 1981 році і згодом неодноразово повертався туди для лікування.
Іншими відомими пацієнтами лікарні в різні роки були політики Джуліо Андреотті, Вальтер Вельтроні і Франческо Коссіґа, лауреатка Нобелівської премії миру Мати Тереза, фізик-теоретик Стівен Гокінг, священик Ґеорґ Ратцінґер (старший брат папи римського Бенедикта XVI), футболісти Франческо Тотті та Даніеле Де Россі, канадський режисер Даміан Петтігрю та інші.